# Rezonátoros gitár
A rezonátoros gitár egy húros, pengetős hangszer, mely testformáját tekintve leginkább egy akusztikus gitárhoz hasonlít. Lényege, hogy a rezgőtestben fémből készült ún. rezonátort alkalmaznak a hangszer hangerejének növelésére. Az ilyen gitárok megjelenése az 1920-as évekre tehető, amikor a gitárosoknak már nem volt elegendő az akusztikus gitárok rezgőteste által lehetővé tett hangerő, mivel az együttesben játszó többi hangszer elnyomta a gitárhangot.
A fejlesztések később az elektromos gitárok megjelenéséhez vezettek, de egy mellékvonalon megjelentek a különböző rezonátoros megoldások. A rezonátor lényege, hogy a húrok rezgésbe hoznak egy, vagy több fémtányért, melyek a hangszórók membránjához hasonlóan rezgésbe jönnek és közvetve felerősítik a húrok által keltett hangot. Mivel valójában nem a húr, hanem a rezonátor produkálja a hanghullámokat, az ilyen típusú gitároknak rendkívül egyedi hangzása (és kinézete) van. Léteznek egy rezonátoros, de akár tripla rezonátorral rendelkező modellek is. Utóbbi esetben a húrok egy T alakú fémszerkezetet hoznak rezgésbe, ami összeköttetésben van a rezonátorokkal.
A hangszer gyártásához számos cég neve fűződik; az egyik a National, amely elsőként 1927-ben hozta forgalomba a rezonátoros hangszereket mindjárt három rezonátorral felszerelve, ez volt a National Tri-Plate Model 35. A cég gitárjaira jellemző, hogy nem csak a rezonátor, de az egész gitártest is fémből készül. A hangszertestet gyakran homokfúvással kialakított képek díszítették.
A másik úttörő cég a Dobro, melynek alapítóit egyúttal a hangszer feltalálóinak is tartják. Az öt Csehszlovákiából az újvilágba érkezett bevándorló, a Dopyera Brothers, nevet adták hangszerüknek. Először a National cégen belül készítették hangszereiket, de 1929-től kiváltak a Nationalből, saját céget alapítottak és Dobro néven saját hangszereiket kezdték gyártani. A két cég 1932-ben ismét egyesült, majd később újra, végleg kettévált.
1934-től a chicagoi Regal cég licencelte a hangszer jogait, amíg a kaliforniai Mosrite vállalat meg nem vette a Dobro név használatának jogát 1965-ben. 1967-től Ed Dopyera fia, Emil indított saját vállalkozást rezonátoros gitárok készítésére. Ez volt az Original Musical Instruments, amit végül is 1985-ben eladott.